# Почётный гражданин города Обнинска
Почётный граждани́н го́рода О́бнинска — почётное звание, присваиваемое Обнинским городским Собранием (ранее Обнинским городским Советом народных депутатов) с 1977 года по настоящее время за особый вклад в развитие города Обнинска. Высшая муниципальная награда Обнинска.

## Статус
Почётное звание «Почётный гражданин города Обнинска» является пожизненным и присваивается жителям города Обнинска, а также другим гражданам России и иных государств, за особый вклад в развитие города, за выдающиеся научные достижения, за многолетнюю, безупречную и плодотворную производственную, социально-культурную и общественную деятельность в городе, за обеспечение безопасности и защиты жизни, здоровья, прав и свобод граждан.
В иерархии городских наград почётное звание «Почётный гражданин города Обнинска» занимает высшую ступень. Другие награды и звания, по мере уменьшения значимости, — знак «За заслуги перед городом Обнинском», грамота Обнинского городского Собрания, благодарность главы местного самоуправления.

## Процедура
Ходатайство о присвоении звания может быть внесено в Обнинское городское Собрание органами государственной власти Российской Федерации и Калужской области; главой городского самоуправления; самим Обнинским городским Собранием; главой администрации города; трудовыми коллективами или профсоюзными комитетами, общественными организациями по решению соответствующих собраний и конференций; жителями города, собравшими не менее 5% подписей от числа жителей, обладающих правом голоса.
Ходатайство направляется с обязательным обоснованием особых заслуг кандидата на звание. К ходатайству прилагаются автобиография (или биография) с фотографией, протоколы решений соответствующих собраний (или конференций) о выдвижении с указанием численности членов трудового коллектива (или профсоюза) или жителей города и характеристики на кандидата с описанием его трудовой и общественной деятельности.
Как правило, ходатайство рассматривается Обнинским городским Собранием к очередной годовщине города Обнинска. Голосование проводится по каждому кандидату отдельно. Решение принимается абсолютным большинством голосов: при хотя бы одном воздержавшемся или проголосовавшем против кандидатура отклоняется. Повторное выдвижение отклонённого кандидата возможно не ранее, чем через год.
Почётному гражданину города Обнинска председателем Обнинского городского Собрания в торжественной обстановке вручается удостоверение, памятная медаль и единовременно денежное вознаграждение в размере 10000 рублей. В случае, если Почётный гражданин города Обнинска проживает в Обнинске и получает пенсию по старости, он также получает ежемесячную денежную выплату в размере 5000 рублей. Имя Почётного гражданина города Обнинска заносится в Книгу Почёта города Обнинска, а на специальном стенде в Музее истории города Обнинска помещается его фотография с краткой аннотацией. В случае смерти награждённого удостоверение и памятная медаль остаются у наследников.
Звание может быть присвоено посмертно. В этом случае удостоверение и памятная медаль передаются для хранения наследникам или, при отсутствии наследников, в Музей истории города Обнинска.
Почётные граждане города Обнинска, в отношении которых вступил в силу обвинительный приговор суда, лишаются звания решением Обнинского городского Собрания.
Звание присваивается не более чем двум гражданам в течение одного календарного года. Это ограничение не распространяется на случай присвоения звания посмертно. В юбилеи города, кратные пяти (год основания Обнинска — 1956-й), количество званий устанавливается специальным решением Обнинского городского Собрания.

## Описание памятной медали
Памятная медаль «Почётный гражданин города Обнинска» представляет собой круглый диск из латунно-никелевого сплава диаметром 30 мм и толщиной 2 мм.
На лицевой стороне диска изображён рельефный герб Обнинска и сделана рельефная надпись по кругу «Почётный гражданин города Обнинска». На оборотной стороне располагается порядковый номер удостоверения о присвоении почётного звания.
Диск посредством ушка и звена соединён с прямоугольной колодкой размером 25 х 15 х 1 мм, имеющей цвета государственного флага Российской Федерации. На оборотной стороне колодки есть булавка для крепления медали к одежде.
Памятная медаль вручается в футляре размером 107 х 77 мм. На верхней крышке футляра золотым теснением нанесён герб Обнинска и надпись под ним «Медаль „Почётный гражданин города Обнинска“». Внутри футляра находится бархатная вкладка для хранения медали.
Памятная медаль «Почётный гражданин города Обнинска» располагается на правой стороне груди ниже государственных наград.

## История

Церемония присвоения звания «Почётный гражданин города Обнинска» министру среднего машиностроения СССР Ефиму Славскому. Славский принимает поздравления от председателя Обнинского горисполкома Нины Антоненко

Положение № 16/411 о присвоении звания «Почётный гражданин города Обнинска» было утверждено решением исполнительного комитета Обнинского городского Совета народных депутатов 22 декабря 1977 года. Первым Почётным гражданином города Обнинска в том же 1977 году стал военачальник Александр Фёдорович Наумов (1897—1992), один из ключевых участников битвы за Москву во время Второй мировой войны, освобождавший территорию будущего Обнинска. К моменту награждения он уже длительное время после увольнения в запас жил в Обнинске и занимался организацией военно-патриотической работы в городе.
Положение о звании 1977 года утратило силу после принятия Обнинским городским Собранием действующего по сегодняшний день решения № 04-18 от 29 сентября 1995 года.
В советское время звание было присвоено нескольким крупным учёным и хозяйственным деятелям Обнинска.
В постсоветское время звание в значительной степени было девальвировано по нескольким причинам. Был период, когда количество присвоений не было регламентировано, и в один год звание было присвоено сразу семи кандидатам — фактически всем выдвинутым. Звание было также присвоено двум японским гражданам, в середине 1990-х годов оказавших одноразовую благотворительную помощь Медицинскому радиологическому научному центру РАМН.
Кроме того, в период, когда государственные пенсии были крайне малы, Обнинское городское Собрание приняло решение о ежемесячных выплатах Почётным гражданам города Обнинска, имеющим статус пенсионера и живущим в Обнинске. Сначала размер этой выплаты составлял 2000 рублей, в настоящее время он составляет 5000 рублей. Это решение повысило интерес к получению звания со стороны многих старожилов пенсионного возраста и резко увеличило количество ходатайств о получении звания: звание стало восприниматься многими как мера социальной поддержки.
Девальвация почётного звания была замечена общероссийскими и городскими СМИ. В 2010-х годах сложившуюся ситуацию начали критиковать сами депутаты Обнинского городского Собрания. Председатель комитета по законодательству и местному самоуправлению Алла Просвиркина в интервью 2012 года сказала:
...Судите сами: в Калужской области, имеющей миллионное население и почти 700-летнюю историю, всего два десятка «Почётных граждан Калужской области», включая Воронцову-Дашкову, Циолковского, Чижевского, Жукова и т. д. А в нашем 100-тысячном городе с чуть более полувековой историей — уже за сорок человек. Отчасти это можно объяснить и тем, что в нашем городе концентрация талантливых, выдающихся людей, наверное, больше, чем в среднем по Калужской области (без обид!), просто потому, что именно так создавался город. Сюда приглашали лучших из лучших. И выбрать в этой славной плеяде «самого-самого» действительно не так легко. Но гнаться за количеством, ежегодно пытаясь принять «по максимуму», а то и сверх этого… Боюсь, при таком подходе девальвации награды не избежать.
Критика со стороны общественности и средств массовой информации и понимание депутатами Обнинского городского Собрания сложившейся ситуации привели к тому, что в 2012 году, впервые за несколько лет, звание не было присвоено никому.
В 2011 году в небольшом сквере перед главным входом в Дом культуры ФЭИ была открыта портретная галерея Почётных граждан города Обнинска — аналог существовавшей и прежде портретной галереи в здании городской администрации.

## Список почётных граждан Обнинска
| Номер | ФИО                                | Годы жизни | Год награждения  | Достижения и заслуги |
| ----- | ---------------------------------- | ---------- | ---------------- | --- |
| 1     | Антоненко, Нина Степановна         | 1921—2005  | 1983             | Инженер-строитель, лауреат премии Совета Министров СССР. В 1966-1989 годы – председатель горисполкома г. Обнинска. Внесла огромный личный вклад в становление и развитие города, в улучшение его архитектурного облика. |
| 2     | Баршевцев, Николай Сергеевич       | 1922—2018  | ?                | Ветеран Великой Отечественной войны. С 1953 года работал на руководящих должностях на предприятиях и в организациях города. В 2002-2007 – председатель обнинского комитета ветеранов Великой Отечественной войны. |
| 3     | Бескова, Вера Петровна             | 1924—2020  | ?                | Заслуженный работник культуры России. Режиссёр и руководитель Обнинского народного театра с 1959 года. |
| 4     | Ворожейкин, Евгений Фёдорович      | 1923—2005  | 1997             | Ветеран Великой Отечественной войны. Преподаватель ОФ МИФИ и ИАТЭ. Активный общественный деятель, воспитатель молодежи. Один из основателей обнинского туризма и краеведения, городского музея, туристического клуба, клуба моржей. Родоначальник и организатор городских туристических слётов. |
| 5     | Гриненко, Семён Антонович          | 1922—1998  | ?                | Полковник, ветеран Великой Отечественной войны. В 1960-1979 годы - командир строительной воинской части 55190. Внес большой личный вклад в строительство и развитие Обнинска, военно-патриотическое воспитание жителей города. |
| 6     | Ивато, Асахари                     | ?          | 1996             | Исполнительный секретарь благотворительной организации «Бизнес Ассоциации», за особый вклад в обеспечение защиты жизни и здоровья жителей города. |
| 7     | Казанский, Юрий Алексеевич         | р. 1930    | 2009             | Доктор физико-математических наук, профессор, с 1985 по 2000 годы – ректор ИАТЭ, заслуженный деятель науки и техники Российской Федерации. За выдающиеся научные достижения, особый вклад в развитие города, многолетнюю общественную деятельность. |
| 8     | Казачковский, Олег Дмитриевич      | 1915—2014  | 1997             | Ветеран Великой Отечественной войны, доктор физико-математических наук, профессор. лауреат Ленинской премии. С 1950 года – заместитель А.И.Лейпунского по разработке и созданию реакторов на быстрых нейтронах. В 1973-1987 годы – директор ФЭИ. |
| 9     | Карабаш, Алексей Георгиевич        | 1912—2003  | ?                | Ветеран Великой Отечественной войны. Доктор химических наук, профессор. С 1950 года руководил отделом химии и радиохимии ФЭИ. Один из участников создания Первой в мире АЭС. За многолетний труд и научную деятельность, активную общественную и военно-патриотическую деятельность. |
| 10    | Корнеев, Николай Андреевич         | р. 1923    | 2003             | Академик РАСХИ, видный специалист в области сельхозрадиологии и радиоэкологии. Лауреат Государственной премии. Ветеран Великой Отечественной войны. В 1973-1989 годы – директор ВНИИСХРАЭ. |
| 11    | Кузин, Виктор Васильевич           | 1940—2002  | ?                | Заслуженный энергетик РФ. С 1959 года работал в ФЭИ. Прошел путь от дозиметриста до первого заместителя директора – главного инженера ФЭИ. |
| 12    | Лейпунский, Александр Ильич        | 1903—1972  | 1996 (посмертно) | Академик АН УССР. Лауреат Ленинской премии, герой Социалистического труда. Один из основателей ФЭИ, основоположник основных научных направлений деятельности института. В 1959-1972 года – научный руководитель ФЭИ. Научный руководитель проблемы реакторов на быстрых нейтронах в СССР. |
| 13    | Лепендин, Владимир Иванович        | 1935—2005  | ?                | Ученый-физик. Заслуженный работник физической культуры РФ. Тренер- общественник по волейболу, организатор и руководитель ежегодных международных турниров ветеранов волейбола в Обнинске, активный деятель ветеранского волейбольного движения. |
| 14    | Майстришин, Роман Васильевич       | 1920—2003  | ?                | Ветеран Великой Отечественной войны, Заслуженный строитель РСФСР. Первостроитель Обнинска. В 1953—1995 годы возглавлял Управление отделочных работ ОУС. Внёс большой личный вклад в строительство Обнинска, создание обнинской строительной организации, патриотическое воспитание жителей города. |
| 15    | Мальский, Анатолий Яковлевич       | 1909—1989  | 1981             | Один из крупнейших организаторов производства Минсредмаша. Герой Социалистического труда, лауреат Ленинской и Государственной премий. Первый директор приборного завода «Сигнал». Внёс большой вклад в становление завода и развитие города. |
| 16    | Марчук, Гурий Иванович             | 1925—2013  | 1985             | Академик РАН. Президент Академии наук СССР с 1986 по 1991 год. лауреат Ленинской и Государственной премий, герой Социалистического труда. В 1953-1962 годы руководил математическим отделом ФЭИ. Внес большой вклад в развитие научных учреждений города. |
| 17    | Назаров, Александр Александрович   | ?          | ?                | Член Президиума Верховного Совета СССР. Внес большой личный вклад в развитие города Обнинска. |
| 18    | Напреенко, Пётр Иванович           | 1935—2018  | 2006             | В 1975-1992 годах – заместитель председателя и председатель Обнинского Горисполкома. За многолетний личный вклад в развитие города и общественную деятельность в городе Обнинске. |
| 19    | Наумов, Александр Фёдорович        | 1897—1992  | 1977             | Генерал-майор. Ветеран Великой Отечественной войны. Командир 53 стрелковой дивизии, освободившей в декабре 1941 года обнинскую землю от немецко-фашистских оккупантов. Почетный гражданин Обнинска, Малоярославца, Медыни, Актюбинска, Целинограда, Могилева и пос. Рогово. Один из организаторов и активный деятель военно-патриотического воспитания трудящихся и молодежи Обнинска.                   |
| 21    | Новиков, Иван Васильевич           | 1923—1994  | ?                | Первый секретарь городского комитета КПСС (1968-1983), ветеран Великой Отечественной войны. За выдающиеся заслуги в развитии города Обнинска, большую общественную работу. (посмертно). |
| 20    | Осипенко, Леонид Гаврилович        | 1920—1997  | 1986             | Контр-адмирал. Герой Советского Союза, лауреат Государственной премии СССР, Командир первой советской атомной подводной лодки. В 1960-1979 годы начальник Учебного центра ВМФ в Обнинске. Внес большой вклад в разработку новой техники, становление и развитие Учебного центра и г. Обнинска. |
| 23    | Павлов, Юрий Дмитриевич            | ?          | ?                | Заслуженный работник физической культуры Российской Федерации за многолетний труд, большой вклад в развитие физической культуры и спорта в городе. |
| 22    | Перцовский, Александр Григорьевич  | р.1927     | ?                | За многолетний личный вклад в развитие энергетического хозяйства города, создание узла связи, городских служб энергоснабжения и общественную деятельность в городе. |
| 24    | Петраш, Юрий Григорьевич           | 1930—2013  | ?                | Участник Великой Отечественной войны, ветеран Трудового фронта, доктор философских наук, профессор ИАТЭ, академик за научную деятельность, многолетний труд и активную общественную работу среди молодежи. |
| 25    | Питанов, Владимир Викторович       | 1946—2016  | 2008             | Заслуженный тренер России, Заслуженный тренер СССР, отличник народного просвещения РСФСР, за заслуги на российском и областном уровне развития спорта и усовершенствования спортивной работы в городе Обнинске. |
| 26    | Пожарский, Александр Александрович | 1926—2010  | 1998             | Заслуженный работник культуры России, ветеран Великой Отечественной войны, создатель, руководитель и дирижёр самодеятельного оркестра русских народных инструментов ДК ФЭИ – за многолетнюю культурную и общественную деятельность в городе, за особый вклад в дело воспитания детей и молодежи. |
| 27    | Райкина, Людмила Геннадьевна       | ?          | ?                | Ветеран медицинской службы, врач высшей квалификации, "Заслуженный врач Российской Федерации" за выдающиеся заслуги в сфере здравоохранения в городе Обнинске. |
| 28    | Ромашин, Александр Гаврилович      | 1934—2014  | ?                | Доктор технических наук, профессор. Заслуженный деятель науки и техники РСФСР. Лауреат Ленинской премии. Генеральный директор ФГУП «Технология» (1978-2005). |
| 29    | Силаев, Владимир Николаевич        | 1931—2012  | 2001             | С 1982 года – первый заместитель директора – главный инженер ФЭИ. В 1990 году был избран народным депутатом, а позднее – членом Верховного Совета РФ. С 1996 по 2000 год работал вице-мэром по экономике в Администрации города. За многолетнюю научную и общественную деятельность в городе Обнинске.                                                                                                   |
| 30    | Славский, Ефим Павлович            | 1898—1991  | ?                | Выдающийся организатор атомной науки и техники, лауреат Ленинской и трёх Государственных премий, трижды Герой Социалистического труда. В 1957-1986 гг. – министр среднего машиностроения. Внес большой вклад в создание Первой в мире АЭС, развитие и становление Обнинска. |
| 31    | Сударенков, Валерий Васильевич     | р. 1940    | ?                | Представитель Калужской области в Совет Федерации, губернатор Калужской области с 1996 по 2000 годы, за вклад в организацию местного самоуправления, за участие в разработке первых проектов программ и законов наукоградов Российской Федерации, становление наукоградов, поддержку города Обнинск как Первого Наукограда Российской Федерации и активную общественную деятельность в области и городе. |
| 32    | Сунцова, Зоя Павловна              | р. 1936    | ?                | Заслуженный работник культуры РСФСР. За большой профессиональный вклад в развитие культурно-просветительской деятельности и активную общественную деятельность в городе. |
| 33    | Табулевич, Иосиф Титович           | 1906—1994  | ?                | В 1952-1969 гг. – зам. директора ФЭИ по общим вопросам и кап. строительству. Лауреат премии Совета министров СССР. Внес большой личный вклад в разработку генплана Обнинска, осуществление застройки его первой очереди, развития материально-технической базы ФЭИ, сооружение Первой в мире АЭС. |
| 34    | Титрибоян, Даниил Иванович         | 1934—2006  | ?                | Капитан II ранга. Ветеран атомного подводного флота. Член Российского Союза профессиональных литераторов. В конце 1970-х – 1980-х гг. – начальник городского штаба Всесоюзной военно-спортивной игры «Орленок» и «Зарница». |
| 35    | Томио, Курики                      | ?          | 1996             | Президент благотворительной организации «Бизнес Ассоциация» за огромный вклад в успешное выполнение проекта «Moscot» и функционирование радиорелейной линии, за особый вклад в обеспечение защиты жизни и здоровья жителей города. |
| 36    | Фёдоров, Евгений Константинович    | 1910—1981  | ?                | Известный полярный исследователь, выдающийся ученый-геофизик. Академик АН СССР, Герой Советского Союза. Начальник Гидрометслужбы СССР (1937-1947 гг.; 1963-1981 гг.). Создатель и руководитель института прикладной геофизики (1956 г.) и экспериментальной базы в Обнинске. |
| 37    | Хрущёв, Серафим Иванович           | 1925—2008  | 2003             | Ветеран Великой Отечественной войны. Многолетний председатель городской профсоюзной организации. В 1992-2003 гг. – председатель Обнинского городского Совета ветеранов войны и труда. |
| 38    | Цыб, Анатолий Фёдорович            | 1934—2013  | ?                | Академик РАМН, профессор, заслуженный деятель науки и техники РСФСР, генеральный директор ФГБУ МРНЦ Минздравсоцразвития России за огромный личный вклад в развитие науки и техники, активную общественную деятельность и подготовку научных кадров. |
| 39    | Шубин, Михаил Владимирович         | 1950       | 2014             | Глава городского самоуправления — мэр Обнинска в 1994—2000 годах. |
| 40    | Эпатова, Нинель Михайловна         | 1924—2019  | 2002             | Инженер, ветеран атомной промышленности ФЭИ. Член Российского Союза профессиональных литераторов. Автор произведений в стихах и прозе. За активную общественную работу и вклад в культуру города. |
| 41    | Юрченко, Александр Максимович      | 1946—2011  | 2011             | Доцент, преподаватель кафедры высшей математики ОИАТЭ. За выдающиеся заслуги в сфере дополнительного образования в городе Обнинске. |